# Rhizophora harrisonii
Rhizophora harrisonii är en tvåhjärtbladig växtart som beskrevs av Leechman. Rhizophora harrisonii ingår i släktet Rhizophora, och familjen Rhizophoraceae. Inga underarter finns listade i Catalogue of Life.